# Ярославский дельфинарий
Ярославский дельфинарий (Dolphin Planet) — дельфинарий в посёлке Дубки в Ярославском районе Ярославской области. Это единственный развлекательный комплекс в Ярославле и области, работа которого строится на тесном взаимодействии 
оздоровительного, образовательного, воспитательного и развлекательного 
направлений.
Ярославский дельфинарий включает в себя:
- основной бассейн, в котором проходит шоу-программа и плавание с дельфинами;
- оздоровительный центр (с малым бассейном, в котором проводятся оздоровительные сеансы);
- гостиничный комплекс 56 номеров (номера, капсульные домики, шале)
- ресторан «КИТ»; "More,More"
- кафе «Терраса» с панорамным видом на бассейн;
- лобби-бар;
- летняя веранда;
- бар "Волна" (в летний период)
- пляж с искусственной волной, площадка Барбекю
- фотостудия;
- детская игровая комната;
- летняя детская площадка.
- игровые аттракционы.

Зал дельфинария рассчитан на 268 посадочных мест. Максимальная вместимость (с учётом дополнительных мест) – 300 человек.

## Животные
В Дельфинарии живут две белухи — Миша и Жорик, тихоокеанские афалины — Митя, Солнышко, Ричард, два морских котика — Юта,Ника

## Историческая справка
Ярославский дельфинарий был открыт на базе бывшего спорткомплекса «Север» в 2009  году местным предпринимателем Андреем Павловичем Торбиным.
Первыми животными были три белухи и морской котик, привезённые с мыса Чкалов. Привезенные морские животные не были обучены. Сначала проводились показательные тренировки для гостей дельфинария, на которых рассказывали о морских животных, а также проводились экскурсии по дельфинарию. С ноября 2009 года начались первые мини-представления, в которых принимали участие три белухи и морской котик. Вскоре появились полноценные постановочные шоу-программы:
- 2009-2010: «Морское путешествие»
- 2010-2011: «Тайна острова Медуз»
- 2011-2012: «Чудо-остров»
- 2012-2014: «Созвездие Дельфина»
- 2015 "Аквадар"
- 2017 "Музыка Моря"

В 2011 году на базе дельфинария открылся центр Дельфинокоррекции Архивная копия от 4 декабря 2011 на Wayback Machine. Для него специально подготовлен отдельный бассейн.